# Dock Dock

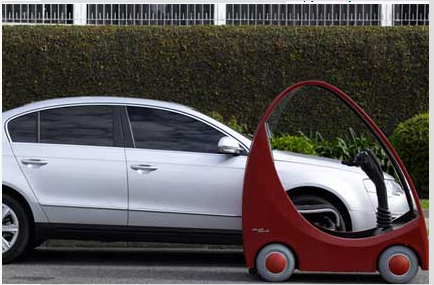
Електромобіль Dock Dock

Dock Dock — компактний електричний одномісний автомобіль, створений Жейме Лернером і вперше представлений в 2011 році на виставці у Парижі. Шість таких автомобілів займають стільки ж місця, скільки один звичайний.

## Історія створення
Перший зразок одномісного міні-автомобіля з електроприводом був зроблений з картону. Надалі корпус міні-кара збиралися робити з легких і екологічних матеріалів, таких як кокосове волокно і макуха цукрової тростини. Лернера надихнула громадська система прокату велосипедів Vélib в Парижі. Там за таким же принципом організовані велосипедні стоянки. Велосипед не потрібно купувати, його можна просто орендувати ненадовго за допомогою кредитної картки в одному з численних пунктів прокату, а потім здати в іншому пункті.

## Технічні характеристики
Модель Dock Dock електрична і дуже проста в управлінні. Електродвигун потужністю 2200 Вт працює від чотирьох 12-вольтових батарей. Заряджається електрокар від 4 до 6 годин. Максимальна швидкість машинки становить 25 км / год, і проїхати вона може не більше 50 км.
Представлений прототип має ширину всього 60 см, довжину 138 см і висоту 150 см, хоча виробнича версія трохи більша.